# لوكا فرانشيني
لوكا فرانشيني (بالإيطالية: Luca Franchini)‏ هو لاعب كرة قدم إيطالي في مركز الدفاع، ولد في 31 ديسمبر 1983 في ميلانو في إيطاليا. شارك مع منتخب إيطاليا تحت 20 سنة لكرة القدم. أما مع النوادي، فقد لعب مع إنتر ميلان ونادي أسكولي ونادي أنكونا ونادي بادوفا ونادي برو باتاريا ونادي سودتيرول ونادي مانتوفا ونادي مونزا.